# Niall O'Brien
Niall O'Brien (Dalkey, 8 febbraio 1946 – Bray, 25 febbraio 2009) è stato un attore irlandese.

## Biografia
Ultimo di cinque fratelli, iniziò la sua carriera di attore entrando nella compagnia dell'Abbey Theatre, dove prese parte a 130 produzioni, tra il 1965 e il 2005.
Attivo anche nel cinema e in televisione, tra i film a cui partecipò vi è La leggenda del pianista sull'oceano (1998).
Era sposato con Brigid Sinnott, dalla quale ebbe quattro figli. Morì di cancro nel 2009, a 63 anni.

## Filmografia parziale
- Excalibur, regia di John Boorman (1981)
- Sua maestà viene da Las Vegas (King Ralph), regia di David S. Ward (1991)
- Braveheart - Cuore impavido (Braveheart), regia di Mel Gibson (1995)
- La leggenda del pianista sull'oceano (The Legend of 1900), regia di Giuseppe Tornatore (1998)
- I vestiti nuovi dell'imperatore (The Emperor's New Clothes), regia di Alan Taylor (2001)

## Doppiatori italiani
Nelle versioni in italiano delle opere in cui ha recitato, Niall O'Brien è stato doppiato da:
- Corrado Pani in La leggenda del pianista sull'oceano
- Gianni Giuliano in Braveheart - Cuore impavido
- Luciano De Ambrosis in Excalibur
- Gaetano Varcasia in Sua maestà viene da Las Vegas